# Односи Југославије и Зимбабвеа
Односи Југославије и Зимбабвеа су били историјски спољни односи између сада СФР Југославије и Зимбабвеа. Односи између Југославије и покрета за независност Зимбабвеа почели су пре стицања независности 1980. године и обележено учешћем обе стране у активностима Покрета несврстаних. Формални дипломатски односи између две земље успостављени су 1980. године.

## Историјат
И Афрички национални савез Зимбабвеа коју је предводио Роберт Мугабе и Афрички народни савез Зимбабвеа предвођена Џошуом Нкомом учествовале су као посматрачи на Министарској конференцији Покрета несврстаних 1978. године у Београду. Мугабеов покрет се сматрао више прокинески усклађеним и подржаним, док је Нкомов покрет доживљаван као про-совјетски покрет. Хладноратовска Југославија, обележена искуством раскола Тито–Стаљин из 1948, показала је више симпатија према Мугабеовом покрету којем је пружала одређену војну помоћ у борби против расистичког режима непризнате Родезије. Југославија је показала своје преференције на протоколарном нивоу тако што је делегацији Мугабеовог покрета доделила број 110, док је Нкомов покрет завршио као 111. делегација. Југословенска дипломатија се залагала за брзо окончање Споразума у Ланкастер Хаусу који је директно довео до стварања и признавања Републике Зимбабве Британски конзервативни политичар и министар у Канцеларији за иностране и послове Комонвелта Питер Блејкер посетио је Београд у новембру 1979. где је у разговору са Јосипом Врховцем изразио уверење да ће договор ускоро бити постигнут, док је Југославија изразила забринутост због страног упада у Замбију.

### Односи од 1980. до распада Југославије
Један од првих великих међународних излета Роберта Мугабеа након стицања независности Зимбабвеа десио се током државне сахране Јосипа Броза Тита у мају 1980. године. Мугабе, који је био инспирисан југословенским моделом, изјавио је да је југословенска подршка револуцији Зимбабвеа велика и да никада неће бити заборављена, а да је отпор југословенских партизана против фашизма из Другог светског рата био инспирација у Зимбабвеу. Цвијетин Мијатовић је посетио Зимбабве у пролеће 1981. године током своје афричке турнеје, док се Мугабе вратио у новембру исте године.
Током последњих година југословенске федерације Зимбабве је показао значајну подршку крњој СР Југославији (Србија и Црна Гора) и уздржао се од признавања бивших југословенских република за неколико година након што су се придружили Уједињеним нацијама. Током југословенске кризе Зимбабве је био нестални члан Савета безбедности Уједињених нација и била је једна од само три државе које су биле уздржане током гласања за Резолуцију Савета безбедности Уједињених нација 777.